# Platambus lunulatus
Platambus lunulatus är en skalbaggsart som först beskrevs av Fischer von Waldheim 1829.  Platambus lunulatus ingår i släktet Platambus och familjen dykare. Inga underarter finns listade i Catalogue of Life.